# Antonio Benedetto Carpano

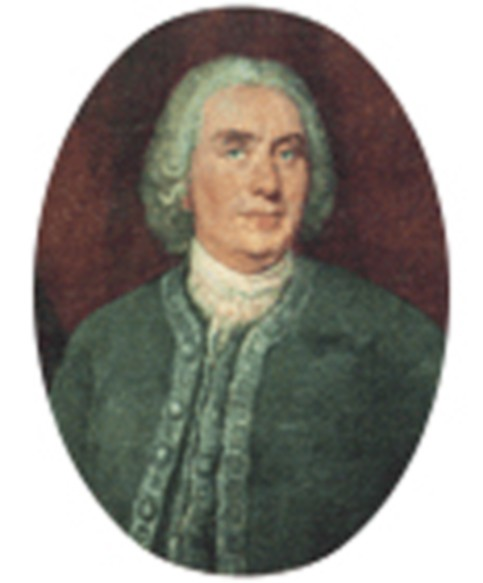
Antonio Benedetto Carpano (Porträt aus dem 19. Jahrhundert)

Antonio Benedetto Carpano (* 24. November 1751 in Bioglio (Biella); † 1815 in Turin) war ein italienischer Destillateur. Er wurde durch die Erfindung des Wermuts und des nach ihm benannten Aperitifs bekannt.

## Leben und Start
Carpano wurde im Jahre 1751 in Bioglio in einer Mittelstandsfamilie geboren. In seiner Jugend betrieb er Studien der Naturwissenschaften und beschäftigte sich mit neuesten Erkenntnissen der Agrarwissenschaften. Insbesondere experimentierte er mit Aromen und Empfindungen in Mischungen von chemischen Lösungen. Als Carpano aus seiner Heimatstadt nach Turin kam, wurde er Ladenhelfer im Spirituosengeschäft von Signor Marendazzo. Dieses Geschäft befand sich unter den Arkaden der Piazza della Fiera (heute Piazza Castello) an der Ecke zur Via della Palma (heute Via Viotti) und zu jener Zeit gegenüber vom königlichen Palast.
In den 1780er Jahren begann er sich mit den schon vorher bekannten Weinlikören zu befassen. Ihm wurden die feinen Qualitäten des Muskatweins bekannt. Carpanos Ziel war es ein für „Damen“ geeignetes aromatisches Getränk als Ersatz für den lokalen Rotwein zu entwickeln. Schließlich nutzte er als Grundlage einen weißen Wein (Moscato di Canelli), den er mit Zucker süßte, aufspritete und mit einem alkoholischen Auszug von mehr als 30 Kräutern (vorzugsweise das Beifußgewächs Artemisia absinthum) und Gewürzen (Zimt) geschmacklich variierte, um ein liebliches Weingetränk zu erhalten. Als Vorbild galt ihm die Rezeptur von Mönchen seiner Heimat. Beim Namen ließ sich Carpano von der deutschen Tradition aromatisierter Weine inspirieren und entlehnte den Begriff „Wermut“ für einen roten, süßen Weinlikör.

## Erfindung des Wermuts
1786 begann er in Turin zusammen mit Marendazzo die Produktion und Vermarktung dieses alkoholischen Getränks mit bitter-süßem Geschmack. Der Wermut wurde bald so beliebt, dass das Geschäft täglich 24 Stunden öffnete. Der enorme Erfolg des Vermouth in der Turiner Aristokratie überzeugte Carpano und Merendazzo, die Produktion und den Verkauf zu intensivieren und später das Getränk zu exportieren. Eine Kiste mit dem neuen Produkt wurde an Vittorio Amedeo III. gesendet. Der König von Sardinien-Piemont und Herzog von Savoyen fand das Getränk so gut, dass es zum Hofgetränk wurde und in der Folge auch nach Frankreich kam.

## Das Unternehmen Carpano

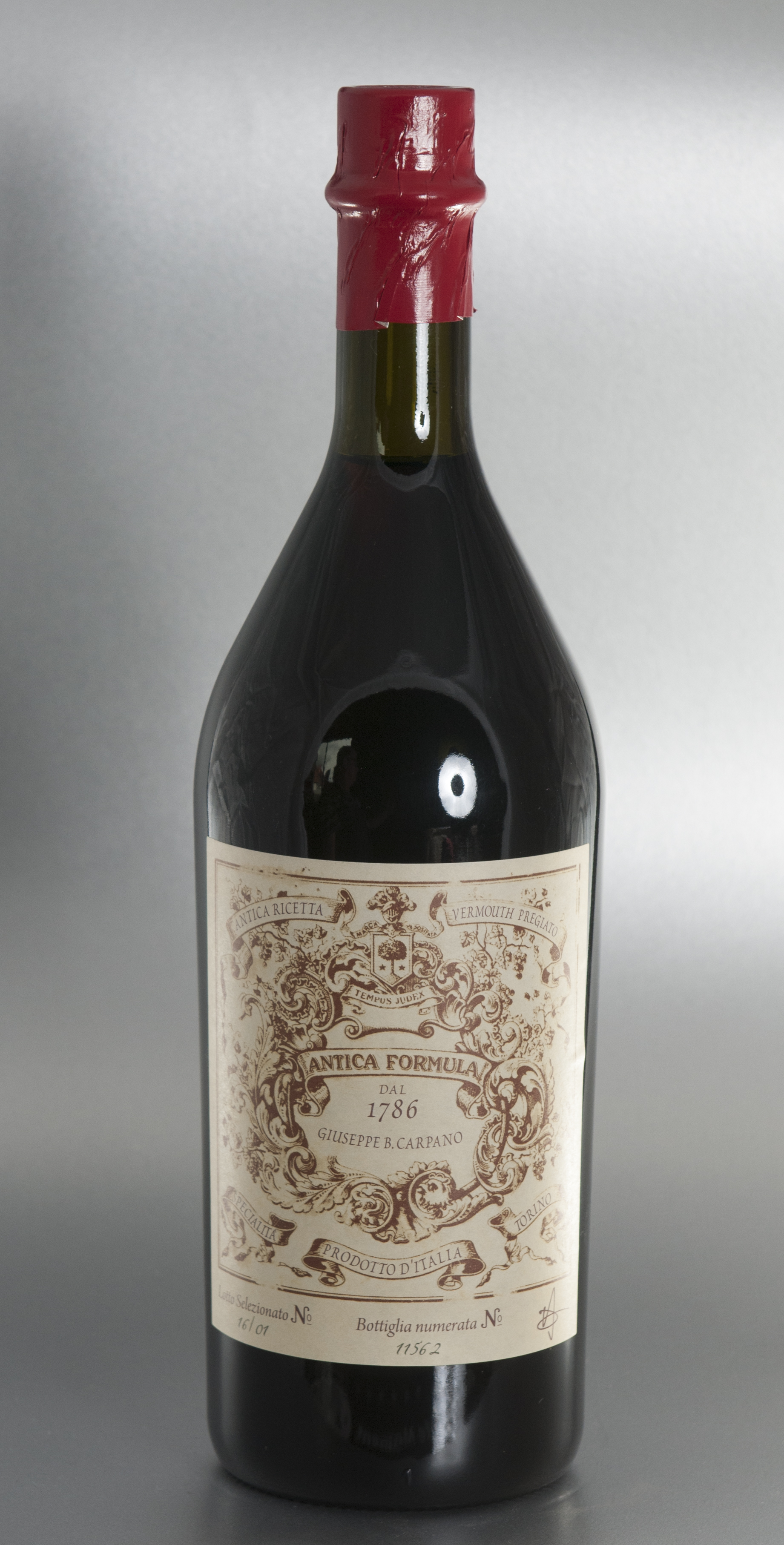
Carpano Antica Formula (1-Liter-Flasche, 2016)

Neben Carpano beschäftigten sich weitere Hersteller in der Toskana mit dem Wermut, und der erste italienische Autor, der es besprach, war C. Villifranchi (Saverio Manetti) in seiner Önologie Toskana (Florenz 1773). Durch die Tätigkeit von Carpano ist die Produktion und der Ruf des Produkts allerdings mit dem Piemont verbunden. Es entwickelte sich sozusagen eine „Aristokratie der Vermouth-Hersteller“ in Turin und in anderen Bereichen des Piemont im 18. Jahrhundert. Gefolgt wurde die Popularität von Carpanos Turiner Wermutwein international und auf unterschiedliche Weise und Grad von Cora, Cinzano, Martini & Rossi, Gancia, Anselmo, Ballor, Calissano oder Chazalettesand. Das Wermutgeschäft Carpanos wurde von seinem Neffen Giuseppe Bernardino Carpano mit der Firma Fabbrica di Liquori e Vermouth G.B. Carpano fortgeführt. Die Legende berichtet, dass 1870 in Carpanos Bar Börsenmakler über ihre Arbeiten diskutierten. Sodann bestellte einer von ihnen einen Wermut-Cocktail mit dem piemontesischen Begriff „un punt e Mes“ (wörtlich: ‚ein Punkt und ein halber‘; gemeint waren eineinhalb Börsenpunkte). Die Bestellung wurde unter dem Gelächter der Anwesenden mit einem Teil von Carpanos süßem (roten) Wermut gemischt mit einem halben Teil „Cinchona“, einem Bitter aus dem Chinarindenbaum umgesetzt. Daraus entstand die Sorte „Classical Vermouth“, eine bittere Wermut-Version, die schnell erfolgreich wurde und die Marke Carpano weltberühmt gemacht hat.
Das Geschäft lief erfolgreich weiter und 1898 übernahmen in dritter Generation die Brüder Luigi Carpano und Ottavio Carpano. Sie ersetzten die handwerkliche Begrenzung eines kleinen Weingeschäfts durch industrielle Fabrikation. Die Markenlizenz Carpano wurde zwischen 1982 und 2001 zunehmend von der Fratelli Branca Distillerie in Mailand übernommen. Es wird nach den alten Rezepturen produziert und die bestehenden Sorten Carpano Classico Vermouth, Carpano Bianco, Carpano Botanic Bitter, Carpano Antica Formula und der „originale“ Aperitif Punt e Mes werden vertrieben.